# Tatort: Tod unter der Orgel
Tod unter der Orgel ist ein Fernsehfilm aus der Tatort-Krimireihe. Der vom ORF produzierte Beitrag wurde am 14. März 2004 im Ersten zum ersten Mal gesendet. Es ist der 10. Fall des Wiener Chefinspektors Moritz Eisner, alias Harald Krassnitzer, der in dieser Episode zum Leiter der Abteilung Gewaltverbrechen ernannt und in die Sonderkommission des Innenministeriums aufgenommen wird. In Zusammenarbeit mit Sektionschef Wolfgang Schremser soll er ein mögliches Attentat auf einen Bischof verhindern und hat dabei zwei Mordfälle zu lösen.

## Handlung
Moritz Eisner wird in die Sonderkommission des Innenministeriums aufgenommen, die kriminologische Spezialaufgaben in ganz Österreich übernimmt. Sein erster Auftrag als Leiter der Abteilung Gewaltverbrechen führt ihn nach Kärnten in das Kloster von Maria Saal. Dort findet ein internationaler Orgelwettbewerb statt und Eisner soll für die Sicherheit eines Jurymitglieds sorgen. Da auf den österreichischen Bischof Hawranek bereits mehrere Attentate verübt wurden, ist für ihn ein besonderer Personenschutz nötig. Während das Publikum noch auf den Bischof wartet, spielt bereits der Musikstudent Nikolaus Kutil das erste Stück. Plötzlich löst sich eine der schweren Orgelpfeifen aus der Halterung und trifft den Musiker tödlich.
Moritz Eisner und sein neuer Vorgesetzter, Sektionschef Schremser, sind sofort zur Stelle. Da der Bischof eigentlich das erste Stück spielen sollte, liegt es nahe, dass es kein Unfall war, sondern ein Anschlag. Nach dem Eintreffen des Bischofs gerät dieser in einen Disput mit Prälat Herbert Schweiger. Ihre Ansichten über die Not in der Welt und die Aufgabe der Kirche dabei ist sehr unterschiedlich. Trotzdem überreicht der Prälat dem Bischof eine Dose seines Lieblingskakaos als Gastgeschenk. Schremser und Eisner sehen sich inzwischen im Kloster um, dabei kommt Eisner mit Professor Wöss ins Gespräch, was durchaus darauf schließen lässt, dass der Anschlag möglicherweise den untereinander konkurrierenden Wettbewerbern galt. Eine Eifersuchtstat ist nicht auszuschließen, da die Musikstudenten diesbezüglich miteinander Probleme hatten.
Als der Bischof von seinem Kakao trinken möchte, muss er feststellen, dass sich Klaus Zadera, einer der Musikstudenten, davon bedient hat und vergiftet am Boden der Klosterküche liegt. Für Schremser ist nun ein Anschlag auf den Bischof offensichtlich, aber Eisner verfolgt die Spur zu den Studenten weiter, denn die Ausschaltung von Konkurrenten bringt ihnen Vorteile für den Wettbewerb. Einzelne Kandidaten sprühen zudem vor Neid und Missgunst.
Bei ihren Ermittlungen stoßen Eisner und Schremser auf den Musikstudenten Paul Hofer. Mit den Fakten konfrontiert gibt er zu, für Nikolaus Kutil gegen Bezahlung Musikstücke komponiert zu haben, die Kutil bei Wettbewerben für seine eigenen ausgegeben hat. Kutil war zwar spielerisch brillant, aber die geforderten Eigenkompositionen lagen ihm nicht. Ihr Konkurrent Klaus Zadera hat das herausgefunden und drohte, dies öffentlich zu machen, wenn Kutil ihn nicht gewinnen lassen würde. Aus Wut darüber, den Wettbewerb dieses Mal nicht gewinnen zu können, wollte er ihn komplett „platzen“ lassen. So habe er (Hofer) ihm geholfen, die Pfeife zu lockern, damit sie während seines Spiels effektvoll zu Boden fallen würde. Was er nicht ahnen konnte war, dass die Orgelpfeife am Mikrofonkabel, welches Tontechniker gespannt hatten, entlang gleiten und ihn treffen würde. Um Klaus Zadera auch im Nachhinein in Kutils Sinn auszuschalten, habe er ihn vergiftet, da er wusste, dass er gern Kakao trank.

## Drehorte
Die Dreharbeiten erfolgten in Wien und Maria Saal, Kärnten.

## Rezeption

### Einschaltquoten
7,04 Millionen Zuschauer sahen die Folge in Deutschland bei ihrer Erstausstrahlung, was einem Marktanteil von 19,10 % entsprach. Beim Tatortblog erreicht die Episode Platz 758 von 911 möglichen.

### Kritiken
Rainer Tittelbach schreibt: „Tod unter der Orgel kommt trotz guter Buch-Idee nicht in Gang. Ein paar böse Dialoge zünden, sonst geht es eher behäbig zu in diesem Kammerspiel-Klosterkrimi im Halbdunkel, dem der offenbar beabsichtigte ‚Im Namen der Rose‘-Touch nicht recht gelingen will. A bisserl fad“.
Kino.de findet „das Skript [als] nicht ganz originell, aber immer wieder reizvoll“, da es „im klösterlichen Umfeld angesiedelt ist“.